# Üçkuyular
Üçkuyular (z tureckiego trzy studnie) – dworzec autobusowy w Izmirze. Obsługuje on połączenia dolmuszowe z pobliskimi miejscowościami (m.in. Urla bądź Alaçatı) a także stanowi początkowy przystanek dla autobusów jadących do Çeşme. Dojazd do Üçkuyular możliwy jest dolmuszami bądź autobusem miejskim.